# الخطايا غير الصالحة
الخطايا غير الصالحة هو مشروع أداء قائم على عدالة الإعاقة يركّز على الفنانين ذوي الإعاقة، والفنانين من أصحاب البشرة الملوّنة، والفنانين من مجتمع الميم / ذوي الهويات الجندرية غير النمطية. يقوده أشخاص ذوو إعاقة من أصحاب البشرة الملوّنة، ويتناول عمل "الخطايا غير الصالحة" موضوعات الجنس، والتجسيد، والجسد المعاق. بالإضافة إلى العروض الأدائية متعددة التخصصات التي يؤديها أشخاص ذوو إعاقة، تنظم "الخطايا غير الصالحة" معارض للفنون البصرية، وقراءات أدبية، وسلسلة تعليمية مرئية تصدر كل شهرين. كما تتعاون مع مشاريع حركية أخرى وتقدم تدريبات حول عدالة الإعاقة.

## التأسيس والتاريخ التنظيمي
تأسست "الخطايا غير الصالحة" عام 2005 على يد باتريسيا بيرن وليروي إف. مور الابن. تصف بيرن المنظمة بأنها "هجين بين منظمة مجتمعية وعرض أدائي"، وقد نشأت في منطقة خليج سان فرانسيسكو وتقوم بجولات على المستوى الوطني. بيرن ومور، اللذان تجمعهما صداقة قديمة، كلاهما يعاني من إعاقة منذ الولادة. بدآ المشروع بعد أن أدركا ندرة المنصات المخصصة للاحتفاء بعملهما وأجسادهما. تشغل بيرن منصب مديرة المنظمة، وهي منخرطة في مجالات تتعلق بطلبات اللجوء، وبدائل حبس الشباب، ومجتمع الميم، ودعم الصحة النفسية للناجين من العنف، وغيرها.
يشغل مور منصب مدير العلاقات المجتمعية لـ"الخطايا غير الصالحة"، ويمتد عمله إلى الكتابة، والشعر، وسلاسل المحاضرات، والهيب هوب والموسيقى، وقد عمل ودرس وألقى محاضرات دوليًا، ويُعد "صوتًا رائدًا" بشأن عنف الشرطة والحبس الجائر للأشخاص ذوي الإعاقة.
وفقًا لمقابلة أجراها كوري سيلفربرغ في صحيفة هافينغتون بوست مع بيرن ومور، فإن اسم "الخطايا غير الصالحة" (بمعنى "غير صالحة") جاء من فكرة أن الطفل المعاق هو تجلٍّ لـ"خطايا الآباء التي تُلقى على الأبناء".
وتوضح بيرن أن هناك معيارًا اجتماعيًا سائدًا يقيس صلاحية الأجساد من خلال الجمال، والنظافة، والصحة، ومعايير أخرى. وقد أدت هذه المعايير إلى مطالبة الناس بالتصرف بطرق مقبولة اجتماعيًا، وتُستخدم هذه "العلامات" لتحديد ما إذا كان الشخص يعاني من إعاقة، ما يربط بين الانتقاص الثقافي من قيمة الإعاقة والخصائص غير المرغوبة الأخرى. وعلى النقيض من هذا المعيار، تؤكد "الخطايا غير الصالحة" أن للبشر تجسيدات متنوعة، وأن جميع الأجساد صالحة وجديرة بالاحتفال.
والاسم أيضًا يحمل تلاعبًا لغويًا، إذ أن الأشخاص ذوي الإعاقة كانوا يُشار إليهم تاريخيًا بـ "غير صالحين.
منذ إنشائها، نظمت "الخطايا غير الصالحة" عروضًا مسرحية كبرى سنوية، وعروضًا لفنانين مقيمين، وقد نالت جميعها إشادة نقدية. في عام 2012، أطلقت المشروع حملة تمويل جماعي على منصة Kickstarter، أسفرت عن إنتاج فيلم وثائقي مدته 32 دقيقة بعنوان Sins Invalid: An Unshamed Claim to Beauty in the Face of Invisibility في عام 2013، من إخراج بيرن، ويعرض جهودهم في عدالة الإعاقة وأهمية التعبير الفني. كما يُبرز الفيلم الوثائقي أهمية إدماج موضوع الجنس والجنسية في خطاب حقوق ذوي الإعاقة.

### الرؤية
في ظل مجتمع قائم على التمييز ضد ذوي الإعاقة، يُنظر إلى الإعاقة على أنها "مصير أسوأ من الموت"، ويُعتقد أنها تمنع الشخص من عيش "حياة كاملة". تعمل "الخطايا غير الصالحة" ضمن هذا المجتمع التمييزي من خلال السماح للأشخاص ذوي الإعاقة باستعراض قدرتهم على العيش الكامل دون "عزلة أو شفقة".
تقول تيري روودن في مراجعتها: "تتجاوز العروض بكثير أي جمالية صادمة أو متعدية... وتتحدى السياسات التي تعطل قدرتنا على التعرف إلى الجمال". وتقدم "الخطايا غير الصالحة" عروضًا تتحدى مفاهيم "الطبيعي" و"المثير"، مقدمةً أعمالًا جريئة لجمهورها.
وقد وصفت بيرن المشروع بأنه "حدث إيروتيكي يضم أشخاصًا ذوي إعاقة". وتستخدم المشروع قوة الإيروتيكية كأداة لتسييس الجسد المعاق. وفقًا لأودري لورد، الإيروتيكية وسيلة لفرض القوة لأولئك الذين تم إنكار حريتهم. كتبت: "الإيروتيكية هي المقياس بين شعورنا بالذات وفوضى أقوى مشاعرنا". واستدعاء "الخطايا غير الصالحة" للإيروتيكية هو وسيلة لتمكين أولئك الذين تم تهميشهم في المجال العام.
تشير أليسون كافر إلى تقاطع المثلية الجنسية والإعاقة، وتذكر أن أدبيات تقنيات الإنجاب تحتوي على الاستخدام "الصحيح" الذي يدعم الفكرة المهيمنة للجنس المغاير ورهاب المثلية، مما يتقاطع أيضًا مع التمييز ضد الإعاقة وصورها النمطية.
تتعامل "الخطايا غير الصالحة" مع هذا التقاطع من خلال سعيها للتحول من الحقوق الفردية نحو إطار جماعي لحقوق الإنسان من خلال عروضها. تطرح بيرن مثالًا شخصيًا: تقول إن كرسيها المتحرك لا يصعد الدرج، وتتساءل: "هل المشكلة في الكرسي أم في الدرج؟". تدعو بيرن جمهورها للتفكير النقدي في محيطنا والعوائق الموجودة لأفراد المجتمع المختلفين بسبب هوياتهم. كل من بيرن ومور يريان أن اضطهاد الأجساد غير النمطية أمر يجب تجاوزه نحو فرص للحرية والجمال ورؤية جديدة للتجسد.

## عدالة الإعاقة
عدالة الإعاقة هي الدافع المركزي لـ"الخطايا غير الصالحة"، ويُفهم المصطلح على أنه ربط تحرر وعدالة الجماعات ببعضها، ولا يمكن تحقيقها إلا إذا "وقف الناس معًا وناضلوا من أجل حقوق وحريات الأفراد أو المجتمعات الأخرى". يتطلب الاعتراف الكامل بتاريخ الإعاقة في الولايات المتحدة تفكيك الممارسات اللاإنسانية التي ابتليت بها هذه الفئة. جميع أنواع التجارب مدرجة في العرض، وحرمان الأشخاص من الجنسية هو جزء من ذلك الانتقاص. وفي مواجهة ذلك، تؤكد بيرن أن تجربة الجنسية كمعاق هي شكل من أشكال مقاومة التشييء.
ترى بيرن في عدالة الإعاقة تأسيسًا لمساحة غير نمطية للأشخاص ذوي الإعاقة، وتوضح أن الحرية ليست فقط "التحرر من القيود"، بل — كما تقول أليس وونغ — "فرصة للعيش بطريقة تحترم وتعزز حرية الآخرين".
احتفاء "الخطايا غير الصالحة" بتعدّد وتنوّع الهويّات هو تجسيد عملي لمفهوم التقاطعية. فالجسد البشري ليس كيانًا دائمًا أو ثابتًا، بل هو كائن غير ساكن يمكن أن يتغير بفعل الطبيعة أو البيئة أو الإدراك. وبما أن الإعاقة لا تميّز بين الناس، فإنها تُعد فئة تحليلية مفيدة نظرًا لقدرتها، كما تقول الباحثة في دراسات الإعاقة سيمي لينتون، على أن تكون "موشورًا يمكن من خلاله الوصول إلى فهم أوسع للمجتمع والتجربة الإنسانية". وبما أن "الخطايا غير الصالحة" تضم مؤدين من ذوي الإعاقة ممن هم أيضًا من أصحاب البشرة الملوّنة، ومن مجتمع الميم، وغيرهم، فإن مفهوم التقاطعية مدمج في عروضها وأيديولوجيتها التوجيهية. وهذا يُثبت أن أي شخص يمكن أن يكون جزءًا من عدالة الإعاقة، وكل ذلك منظم انطلاقًا من "ملاعقهم الخاصة، وأجسادهم وعقولهم الخاصة، ومجتمعاتهم الخاصة".
في الفيلم الوثائقي، تُعلّق عضوة "الخطايا غير الصالحة" ليا لاكشمي بييبزنا-سمرسينا على الحرية التي توفرها هذه المساحة لتجليات الاختلاف المتعددة، مثل الغرابة. وتقول: "لا أحد مضطر لإخفاء هويته"، وينطبق هذا على أي هوية. وهذا يتصل بفكرة بيرن حول القدرة على "توجيه النظرة"، أي الموقع الذي يحتله الجمهور كمستهلكين للأداء. وبما أن المشروع واعٍ بهذا الكم الكبير من الزوايا المختلفة ولا يقيّد الإطار بمفهوم الإعاقة فقط، فإن المؤدين وأفراد الجمهور على حد سواء يحظون بفرصة الشعور بالتمكين من خلال الاعتراف بالهويات.
للفهم الكامل لمفهوم التجسد، تقول بيرن إنه يجب النظر إلى الجسد ضمن سياق تاريخي، وسياسي، وثقافي، واجتماعي. ويعود مفهوم التقاطعية مجددًا، حيث تُضاف عدالة الإعاقة إلى العدالة الاجتماعية، ليس فقط كعامل تمثيل، بل أيضًا كقوة تغيّر تصورات المجتمع حول "نوعية الحياة، والهدف، والعمل، والعلاقات، والانتماء" بالنسبة للأشخاص ذوي الإعاقة.
وتقول الباحثة النسوية روزماري غارلاند-تومسون إن "دمج الإعاقة كفئة تحليل ونظام تمثيل يعمّق ويوسّع ويتحدى النظرية النسوية". ومن وجهة نظرها، فإن "تجربة التجسد المشتركة بين البشر" توفّر إطارًا يمكن من خلاله فهم تأثير النظم الاجتماعية أو عدم تأثيرها على الأفراد حسب أجسادهم.
تُجسد "الخطايا غير الصالحة" كيف أن عروضها هي نضال من أجل عدالة الإعاقة، ويُظهر المصطلح أيضًا أهمية الوصول لهذه الفئة المهمشة. ويعلم الداعمون لحركة الإعاقة أن "الوصول هو مجرد الخطوة الأولى نحو مستقبل معاق متحرر". وبطريقة ما، منحت "الخطايا غير الصالحة" الوصول ذاته من خلال التعبير عن نضالها من أجل التحرر داخل مساحة غير نمطية عبر عروضها. ويُثبت استمرار النضال من أجل التمثيل أن الإعاقة هي "تجربة واسعة الانتشار"، تتقاطع مع كثير من جوانب الحياة الحديثة. ومن خلال اعتبار الإعاقة تجربة موجودة في كل مكان، توضح "الخطايا غير الصالحة" أن ما هو غير نمطي يمكن أن يكون بوابة لما يُعد طبيعيًا اجتماعيًا.

## روابط خارجية
- الموقع الرسمي